# Чаеводство

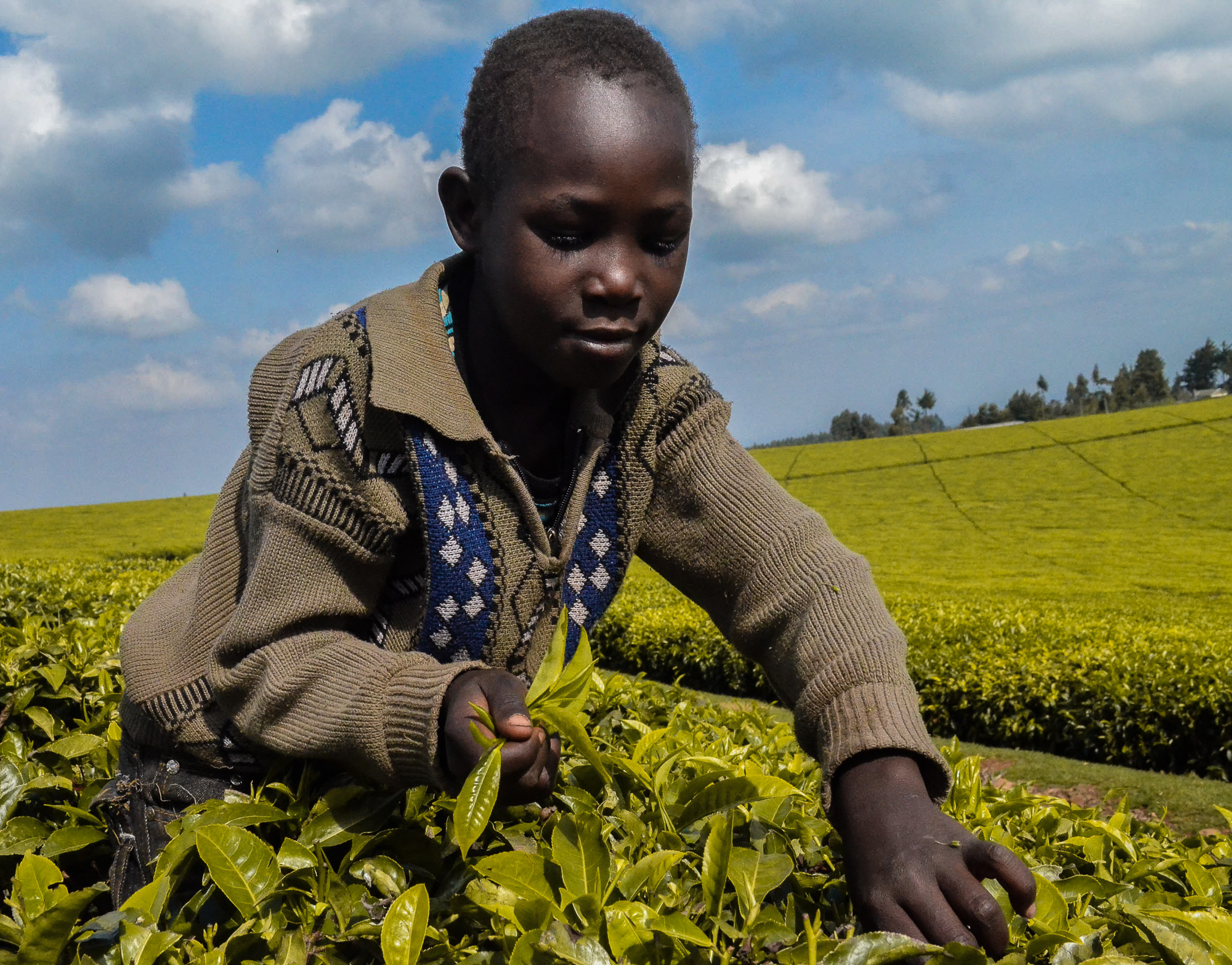
Сбор чая в Танзании

Чаево́дство — отрасль сельского хозяйства, возделывание чайного куста.
В мировом производстве чая лидируют Индия, Китай, Кения, Турция, Шри-Ланка. Эту культуру выращивают также в Аргентине, Бразилии, Индонезии, Вьетнаме и других странах с тёплым влажным климатом. Чайные плантации есть на Азорских островах и даже в Великобритании: в Корнуолле и Пертшире.
Чайный лист перерабатывают на чайных фабриках, используя специальные технологии. Изготавливают байховый чай (рассыпной, со скрученными листочками) и плиточный (прессованный), а также чай в виде порошка. При производстве чёрного байхового чая применяют завяливание, скручивание, ферментацию и др. технологические приёмы. Зелёный байховый чай не завяливают и не ферментируют, а пропаривают острым паром, благодаря чему он сохраняет натуральный цвет.

## История

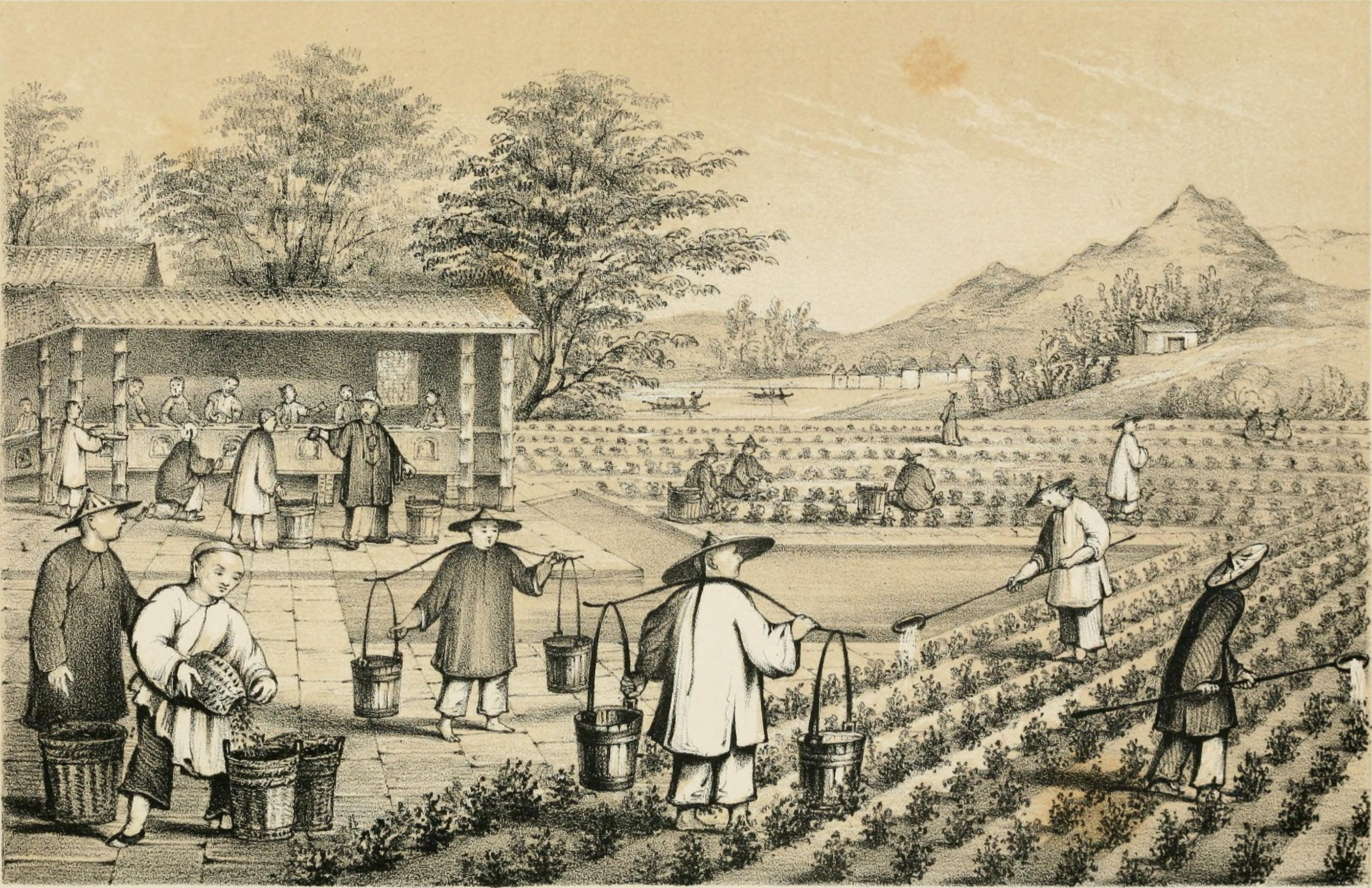
«Китай. Культивирование и приготовление чая». Из книги «The History of China & India, Pictorial & Descriptive», 1847 г.

Родина чая — Китай, где эту культуру выращивают с IV века. В Японии и Корее чайные плантации появились в VI веке, в Индии и на Цейлоне — в 1-й половине XIX века. 
В России о чае узнали в XVII веке (впервые его завезли из Монголии, затем ввозили из Китая). 
В 1814 году в Никитском ботаническом саду (Крым) был высажен первый чайный куст. В 1818 году был посажен второй куст.
А в 1833 году граф Воронцов приобрел несколько десятков чайных кустов, опыты показали, что щелочные почвы не подходят для кустов чая, но на более кислых вулканических почвах в имении второго директора Никитского ботанического сада Николая Гартвиса под Аю-Дагом чайные кусты  прижились и росли больше ста лет.
В 1842 году несколько чайных кустов были посажены в Сухумском ботаническом саду.
В 1885 году чайные плантации были заложены на Черноморском побережье Кавказа. Они имеются в Грузии и Азербайджане; в России — в Краснодарском крае и Адыгее.

## Чаеводство в Индии

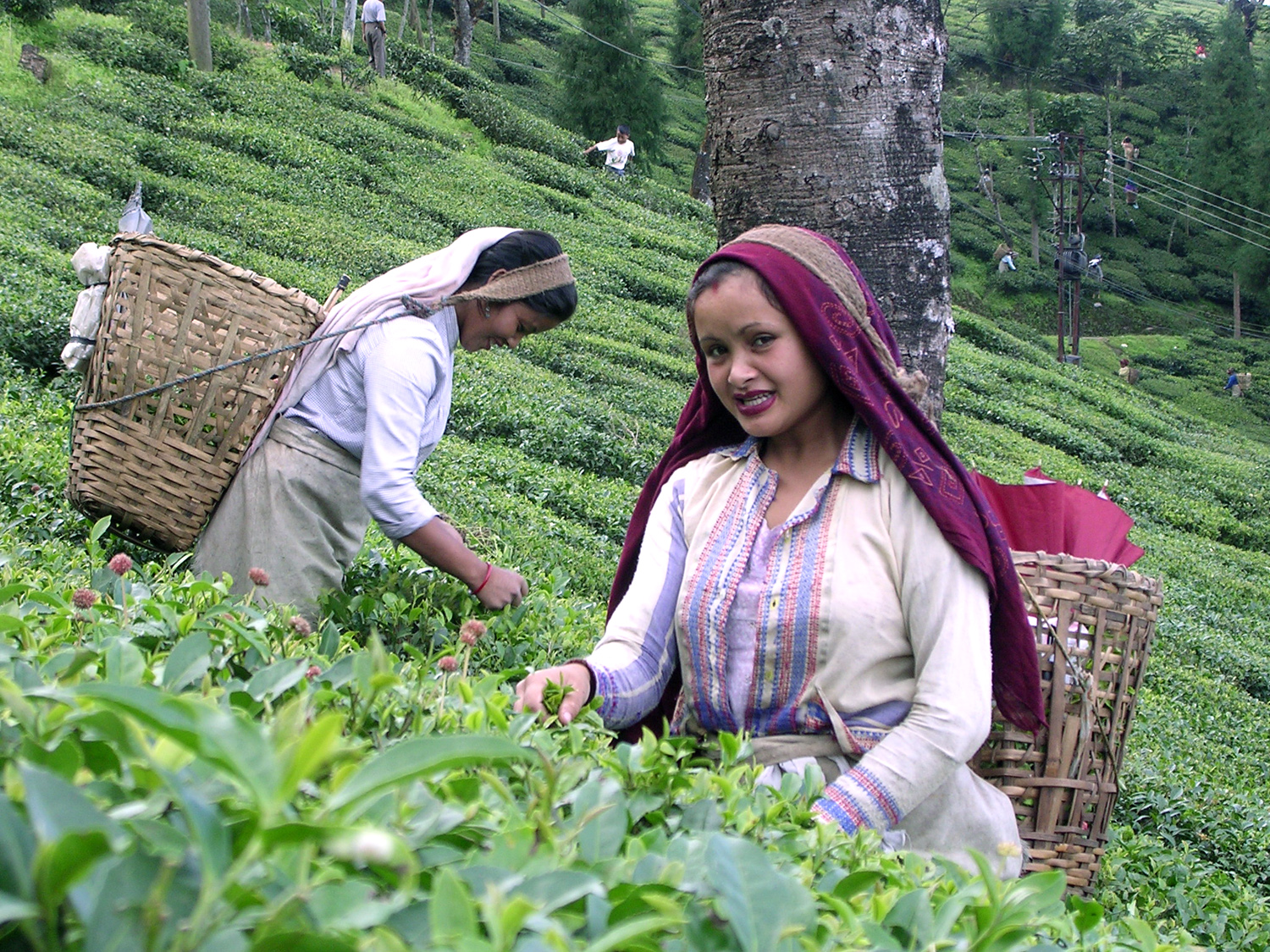
Сборщицы чая Дарджилинг

Чай — один из главных предметов экспорта Индии. Чай в Индии выращивают в основном на севере и северо-востоке страны (штаты Западная Бенгалия, Химачал-Прадеш, Ассам, Трипура, Аруначал-Прадеш, Сикким, Нагаленд), в горах. Собранные на высокогорных плантациях листья чая после первичной обработки доставляются на оптовые аукционы в крупных транспортных узлах Индии, где основные мировые чайные компании имеют свои постоянные представительства, а более мелкие пользуются услугами местных посредников. Компании стараются нивелировать сезонные колебания цен на чай за счет грамотного купажирования сортов, сочетающих дорогостоящий чай с весьма посредственным.

## Чаеводство в Грузии
Большие чайные плантации были в районе Озургети, Чакви. Они появились после Крымской войны, когда  английский офицер Джекоб Макнамарра, женившись на грузинке остался в Грузии и создал небольшие плантации в этих районах.

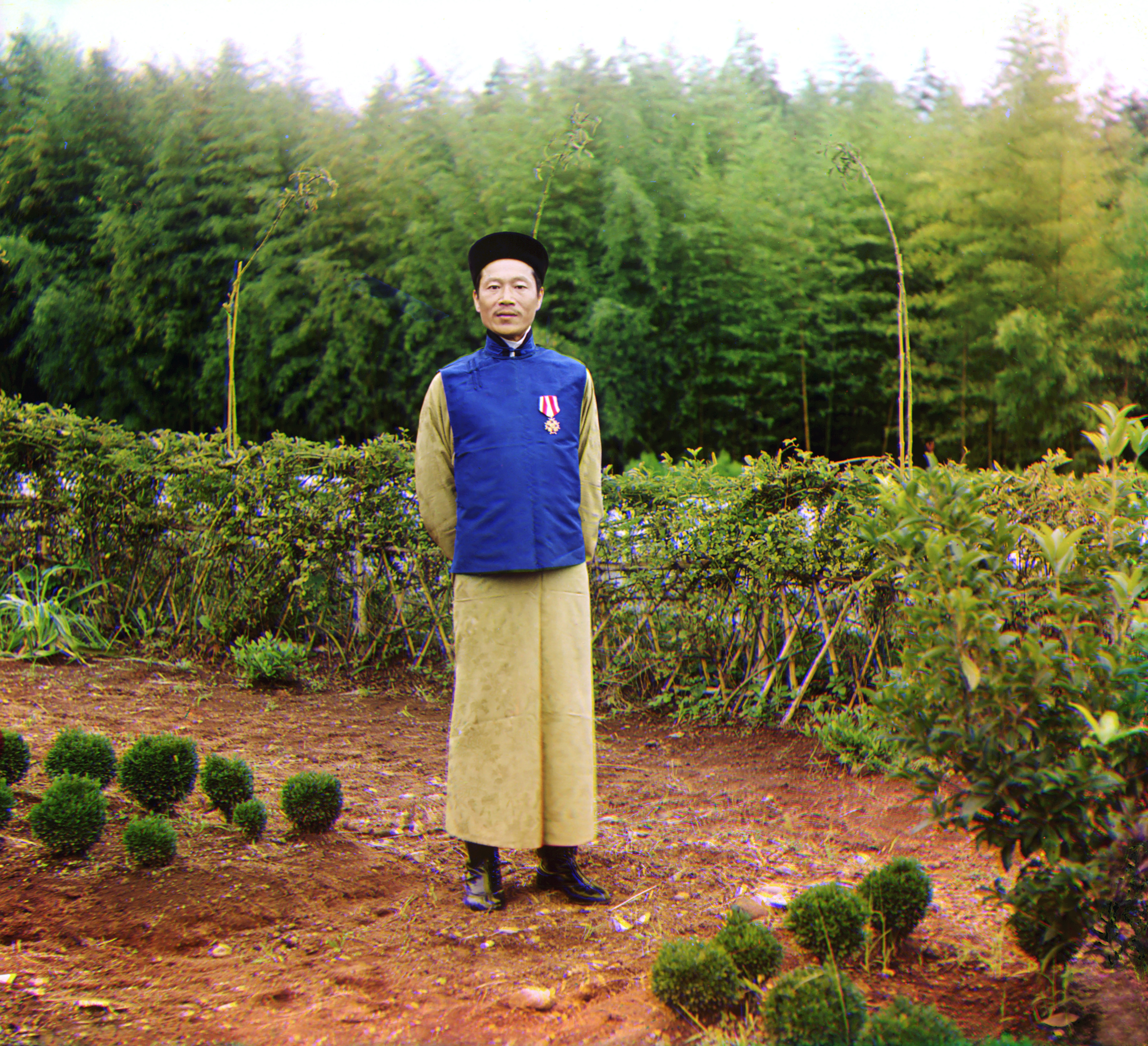
Лау Джон Джау на чайной плантации возле Батуми, между 1905 и 1915 гг. Фото из архива Сергея Прокудина-Горского

В 1893 году Константин Семёнович Попов, наследник и продолжатель семейного чайного бизнеса начатого Константином Абрамовичем Поповым, приобрёл под чайные плантации несколько участков в Чакви вблизи Батуми, закупил рассаду и семена чайного куста и пригласил из Китая специалиста чайного дела Лау Джон Джау и несколько китайских рабочих. Под руководством Лау Джон Джау были выращены чайные листья высокого качества, в 1896 году был получен первый чай с новых плантаций, а в 1900 году чай плантаций Попова получил золотую медаль на выставке в Париже.
В 1920-е годы была принята программа по развитию чайного дела в Грузии и был основан Анасеульский научно-исследовательский институт чая, чайной промышленности и субтропических культур. По всей Грузии были построены чайные фабрики и начались посадки плантаций.
Известным селекционером была Ксения Ермолаевна Бахтадзе, она в 1948 году вывела несколько новых сортов, включая искусственные гибриды «Грузинский № 1» и «Грузинский № 2». 
По разведению чая известны также грузинские князья Эристави.
К концу 1970-х годов грузинский чай шёл на экспорт, в Венгрию,  Финляндию, Румынию, Польшу, Югославию,Чехословакию, ГДР,  Монголию, Болгарию, Афганистан,  Сирию, Иран, Южный Йемен. 
Сегодня на балансе грузинского государства находятся 7 тысяч гектаров чайных плантаций. В 2014 году Грузия экспортировала более 1,2 тысячи тонны зелёного чая и более 665 тонн чёрного, что в денежном выражении составило более 2,3 миллиона долларов США.

## Чаеводство в России
История краснодарского чая началась в 1901 году, когда один энтузиаст основал небольшую чайную плантацию в полгектара в селении Солохаул. Иуда Антонович Кошман, получив «чайный» опыт при работе на плантациях в Чакви в Грузии, высадил первые сажени чая на территории нынешнего Краснодарского края на самом севере субтропиков. Кусты были высажены и через несколько лет дали первый урожай. Однако в последующие годы особого развития кубанское чаеводство не получило и только после первой мировой войны появились плантации сразу в нескольких районах Кубани общей площадью более 1500 гектаров.
Самый северный чай в России произрастает в посёлке Шаумян Туапсинского района. Здесь на опытном участке ВНИИ цветоводства и субтропических культур, базирующегося в Сочи, чай начинает цвести с октября и заканчивает — с появлением первых заморозков. Но несмотря на позднее цветение «северные» чаи имеют одно явное преимущество перед «южными» — больший (как раз из-за более холодного климата) период вызревания чайного листа. Период сбора чая на краснодарских плантациях длится около 6 месяцев
Большая заслуга в развитии чаеводства в Краснодарском крае принадлежит НИИГСиЦ (ныне ФГБНУ «Всероссийский научно-исследовательский институт
цветоводства и субтропических культур») и учёным: А. Д. Александрову, Н. М. Вильчинскому, И. И. Лаврейчук, В. П. Гвасалия, М. Т. Туову, А. И. Троянской, В. А. Евстафьевой, Т. П. Алексеевой. Ими были разработаны и внедрены в производство новые системы подрезки чайных плантаций, способы сбора листа, повышающие урожайность на 20-25 %, а также технология вегетативного размножения чая, позволившая поднять чаеводство на качественно новый уровень. Проведены исследования по селекции, агротехнике, орошению и удобрению чая.
До середины 1990-х годов чаеводческая отрасль была одной из ведущих отраслей сельского хозяйства на Черноморском побережье края. Площади плантаций чая превышали 1,6 тысяч га, с них собиралось более 7 тысяч тонн зелёного чайного листа, ежегодно производилось около 2 тысяч тонн готового чая. До 1994 года более 700 гектаров чайных плантаций были обеспечены автоматической системой импульсного дождевания с поднятием воды на высоту до 400 метров. Рентабельность чаеводства превышала 45 %.
Основными причинами спада в чаеводческой отрасли в начале 1990-х годов явились резкое увеличение себестоимости чайной продукции и снижение её конкурентоспособности, обусловленные отсутствием ценового паритета, нерегулируемой поставкой на российский рынок дешёвого импортного чая, а также фасованного чая, фальсифицированного под марку «Краснодарский чай».
По данным Министерства сельского хозяйства и промышленности Краснодарского края, в 2012 году было собрано 177,2 тонны зеленого чайного листа, в 2013 году собрано 220,1 тонны, в 2014 году 360 тонн, в 2015 году — 328 тонн.
В настоящее время выращиванием и переработкой чая в Краснодарском крае занимаются ЗАО «Дагомысчай», ОАО «Солохаульский чай», ОАО «Мацестинский чай», ЗАО «Хоста чай», ЗАО «Шапсугский чай» и несколько малых предприятий, арендующих чайные плантации.
В середине XX века было начато экспериментальное чаеводство в Адыгее. На 2021 год там насчитывается 6 гектар чайных плантаций, дающих 1,5—2 тонны чая в год.

## Чаеводство в Азербайджане
В Азербайджане чаеводство развито в основновм в Аранском экономическом районе, где в Ленкоране, Астаре, Масаллы и в сёлах расположены чайные фабрики, где выращиваются в основном чёрный байховый чай. 
В Ленкоранском районе участки чайного дерева были разведены в конце XIX века энтузиастом М. О. Новоселовым. Первый чайный куст был заложен в 1896 году. Но первые опытные участки исчезли к 1920 году. В советское время, в  1928—1929 гг. в Ленкоранской, а также в Закатальской зонах были вновь посажены саженцы чая, в результате чего  с 1932 года началась промышленная закладка плантаций и уже к 1937 году были выпущены первые пачки азербайджанского чая.
В конце 80-х годов XX века площадь чайных плантаций в Азербайджане составила 13,4 тыс. гектаров, а производство чая — 34,5 тыс. тонн.  В 1990-е годы по причине войны чайные фабрики начали закрываться. С развитием рыночных отношений, стала оживляться чаеводческая промышленность. В современный период кроме  Аранского экономического района,  в Шеки-Загатальском экономическом районе также произошел рост чаеводства. 
В 2010 году в Арранском экономическом районе был учрежден ООО «Астарачай».  За 2017 год в Лянкяране и Астаре на территории чайных плантаций, площадь которых составляет 560 гектаров, было произведено около 1500 тонн чая. А общий объем производства чая  в 2017 году составил 775,2 тонн, а посевная площадь – 1,114 тыс. га.